# Hendersonville, North Carolina
Hendersonville är administrativ huvudort i Henderson County i North Carolina. Orten har fått sitt namn efter juristen Leonard Henderson. Enligt 2010 års folkräkning hade Hendersonville 13 137 invånare.